# Armand Barniaudy
Armand Barniaudy, né le 31 juillet 1926 et mort le 9 juillet 2011, est un homme politique français. Il a participé aux mouvement de résistance française lors de la Seconde Guerre mondiale. Après sa carrière politique, il a largement contribué à la création du Parc National des Écrins 

## Détail des fonctions et des mandats
Mandats locaux
- 1953 - 1959 : Maire de Lagrand
- 1959 - 1965 : Maire de Lagrand
- 1965 - 1971 : Maire de Lagrand
- 1971 - 1977 : Maire de Lagrand
- 1977 - 1983 : Maire de Lagrand
- 1983 - 1989 : Maire de Lagrand
- 1989 - 1995 : Maire de Lagrand
- 1995 - 2001 : Maire de Lagrand
- 1964 - 1969 : Conseiller général du canton d'Orpierre

Mandats parlementaires
- 9 février 1959 - 9 octobre 1962 : Député de la 1re circonscription des Hautes-Alpes
- 25 novembre 1962 - 2 avril 1967 : Député de la 1re circonscription des Hautes-Alpes